# Ruth Stephan
Pour les articles homonymes, voir Stephan.
Ruth Johanna Margaret Stephan (née le 27 octobre 1925 à Altona, morte le 8 août 1975 à Berlin) est une actrice allemande.

## Biographie
Fille de Kurt Stephan, commerçant, et sa femme Kriemhilde, elle travaille d'abord comme commis de banque. Après une formation de comédienne auprès de Heinz Hohenstein, Ruth Stephan joue dans des théâtres et des cabarets à Berlin. Elle apparaît aux côtés de Brigitte Mira, Gisela Trowe et Walter Gross dans des revues du cabaret Greiffi et fait partie en 1951 de l'ensemble fondateur du cabaret Die Haferstengels aux côtés de Wolfgang Neuss et Ursula Herking. En outre, elle tient des engagements théâtraux à Hambourg (dirigés par Boy Gobert) et au Staatliche Schauspielbühnen Berlin. Elle se fait également un nom en tant qu'interprète de chansons.
En 1951, Stephan fait ses débuts au cinéma dans la comédie Die Frauen des Herr S. Dès lors, sa carrière prend une autre direction et elle devient comédienne de cinéma. Elle devient populaire dans son rôle de l'enseignante Mlle Pollhagen/Mme Knörz dans la série de comédies Die Lümmel von der ersten Bank. Au début des années 1970, Ruth Stephan se tourne à nouveau davantage vers le théâtre.
Ruth Stephan fut mariée à l'acteur Balduin Baas. En 1974, elle doit subir une chirurgie mammaire puis meurt d'un cancer du poumon en 1975. Sa tombe se trouve au cimetière boisé de Berlin-Zehlendorf.
Le 19 février 1997, une rue de Berlin-Spandau (quartier de Haselhorst) est nommée Ruth-Stephan-Straße en son honneur pour son travail artistique sur les scènes berlinoises.

## Filmographie
- 1951 : Die Frauen des Herrn S.
- 1952 : Amours, délices et jazz (de)
- 1952 : Ich hab' mein Herz in Heidelberg verloren
- 1952 : Man lebt nur einmal
- 1953 : Der Onkel aus Amerika
- 1953 : Budenzauber (TV)
- 1953 : Selbst ist der Mann (TV)
- 1953 : Ne craignez pas les grosses bêtes
- 1953 : Damenwahl
- 1953 : Die Kaiserin von China
- 1953 : Parade des succès (de)
- 1953 : Die Privatsekretärin
- 1954 : Der Raub der Sabinerinnen
- 1954 : Von der Hasenpfote zum Finckenpfeffer (TV)
- 1954 : Fräulein vom Amt
- 1954 : Clivia
- 1954 : Keine Angst vor Schwiegermüttern
- 1954 : An jedem Finger zehn
- 1955 : Die spanische Fliege
- 1955 : Ich weiß, wofür ich lebe
- 1955 : Wie werde ich Filmstar?
- 1955 : Ein Herz voll Musik
- 1955 : Drei Tage Mittelarrest
- 1955 : Liebe, Tanz und 1000 Schlager
- 1955 : Musik im Blut
- 1956 : La Marraine de Charley (de)
- 1956 : Die wilde Auguste
- 1956 : Le Pantalon volé
- 1956 : Ein tolles Hotel
- 1956 : Das Liebesleben des schönen Franz
- 1956 : La Reine du music-hall
- 1956 : Musikparade
- 1956 : Manöverball
- 1956 : Hotel Allotria
- 1957 : Die liebe Familie
- 1956 : August der Halbstarke
- 1957 : Die Unschuld vom Lande
- 1957 : Zwei Bayern im Urwald
- 1957 : Das Glück liegt auf der Straße
- 1957 : Das einfache Mädchen
- 1957 : Der kühne Schwimmer
- 1957 : Les Jolies Jambes de Dolores (de)
- 1957 : Gruß und Kuß vom Tegernsee
- 1958 : Un soir à la Scala (de)
- 1958 : Der Stern von Santa Clara
- 1958 : La Joyeuse Débandade (de)
- 1958 : Ein Lied geht um die Welt (Die Joseph-Schmidt-Story)
- 1959 : Hier bin ich - hier bleib ich
- 1959 : Coup sur coup (de)
- 1959 : Peter décroche la timbale
- 1959 : La Paloma
- 1959 : Natürlich die Autofahrer
- 1961 : Rêve de jeune fille
- 1961 : Ne fais pas le singe ! (de)
- 1961 : Bei Pichler stimmt die Kasse nicht
- 1961 : Blond muß man sein auf Capri
- 1961 : Une étoile descend du ciel (de)
- 1961 : Isola Bella
- 1961 : Ramona
- 1962 : Max, der Taschendieb
- 1962 : Die türkischen Gurken
- 1962 : Der verkaufte Großvater
- 1962 : L'Oiseleur (de)
- 1962 : Wilde Wasser
- 1963 : Unsere tollen Nichten
- 1963 : Berlin-Melodie - Vom Zille-Ball zum Jazzlokal (TV)
- 1963 : Frühstück im Doppelbett
- 1963 : Eine leichte Person (TV)
- 1963 : Hochzeit am Neusiedler See
- 1964 : Unsere tollen Tanten in der Südsee
- 1964 : Jetzt dreht die Welt sich nur um dich
- 1964 : Unartige Lieder (TV)
- 1966 : Komm mit zur blauen Adria
- 1966 : Das sündige Dorf
- 1966 : Das Spukschloß im Salzkammergut
- 1967 : Rheinsberg
- 1968 : Zur Hölle mit den Paukern
- 1968 : Der Saisongockl (TV)
- 1968 : Familie Musici (TV)
- 1969 : Pepe, der Paukerschreck
- 1968 : Der Saisongockel (TV)
- 1969 : Wie ein Wunder kam die Liebe (TV)
- 1969 : Helgalein
- 1969 : Klein Erna auf dem Jungfernstieg
- 1969 : Hurra, die Schule brennt!
- 1970 : Wir hau'n die Pauker in die Pfanne
- 1970 : Was ist denn bloß mit Willi los?
- 1970 : Alle Hunde lieben Theobald (série télévisée, 1 épisode)
- 1970 : Das kann doch unsren Willi nicht erschüttern
- 1970 : Hurra, wir sind mal wieder Junggesellen!
- 1971 : Ich träume von Millionen (TV)
- 1971 : Unser Willi ist der Beste
- 1971 : Die Kompanie der Knallköppe
- 1972 : Kinderarzt Dr. Fröhlich
- 1974 : Preussenkorso Nr. 17 (TV)
- 1974 : Elfmeter! Elfmeter! (TV)